# Brigitte Asdonk
Pour les articles homonymes, voir Asdonk.
Brigitte Asdonk, née le 25 octobre 1947 à Kamp-Lintfort, était membre de la première génération de la Fraction armée rouge.

## Biographie
Le 8 octobre 1970, elle est arrêtée avec Horst Mahler, Ingrid Schubert, Irene Goergens et Monika Berberich, puis ils sont tous placés en isolement total.